# 10. srbska brigada (NOVJ)
Za druge 10. brigade glejte 10. brigada.
10. srbska brigada (srbohrvaško: 10. srpska brigada) je bila brigada v sestavi Narodnoosvobodilne vojske in partizanskih odredov Jugoslavije in ki je delovala med drugo svetovno vojno na področju Kraljevine Jugoslavije.

## Organizacija
- štab
- 3x bataljon